# Pere Farnés Scherer
Pere Farnés Scherer (Barcelona, 16 d'agost de 1925 - 24 de març de 2017) fou un liturgista i eclesiàstic català.
Va entrar al Seminari Conciliar de Barcelona l'any 1943, i va completar els seus estudis en Teologia l'any 1950. El 19 de març d'aquell mateix any fou ordenat sacerdot. L'any 1953 fou ordenat vicari de la parròquia de la Purissíma Concepció de Barcelona, mentre que el 1955 fou nomenat rector de la pàrroquia de Montferri, a Tarragona. Posteriorment va ampliar els seus estudis a l'estranger: primer, amb la Llicenciatura en Teologia per la Universitat Pontifícia de Sant Tomàs d'Aquino (Angelicum) de Roma l'any 1959; i posteriorment, l'any 1961 obté el diploma en Sagrada Litúrgia (Peritus Sacrae Liturgiae) per l'Institut Supérieur de Liturgie de París. Encara a Paris, l'any 1962 realitza a uns cursos de doctorat en Teologia a l'Institut Catholique. L'any 1963 torna a Espanya per a impartir classes de litúrgia a l'Institut de Litúrgia de la Universitat Pontificia de Salamanca. El 1964 torna a Barcelona per a incorporar-se com a professor a l'acabat de fundar Institut Superior de Litúrgia de Barcelona (que ajudà a fundar), tasca que compagina amb les classes que dona (també de litúrgia), al Seminari Pontifici de Tarragona.
L'any 1967 ajuda de forma decisiva a la creació de la Facultat de Teologia de Catalunya, de la qual es nombrat professor a partir del 1971, i a partir del 1988 com a professor extraordinari, i des del 1995 i fins a la seva mort com a professor emèrit. L'any 1989 rep del Doctorat en Teologia, especialitat en Litúrgia, per l'Institut Superior de Litúrgia de Barcelona (fundat l'any 1986), per la seva tesi doctoral El Ordinarium de Barcelona de 1501.
Ja en la darrera dècada del segle xx, el 1990 fou nomenat director de l'Institut de Teologia Espiritual, el 1993 membre de la Societat Catalana d'Estudis Litúrgics i el 1994 canonge de la catedral de Barcelona, (després de la jubilació, en seria canonge emèrit). Mn. Farnés va ser membre fundador i president (1987-1990) del Centre de Pastoral Litúrgica de Barcelona, i de les revistes Phase i, el 1969, Oración de las Horas (actualment amb el títol Liturgia y Espiritualidad), de la qual fou director.